# Georges Demenÿ

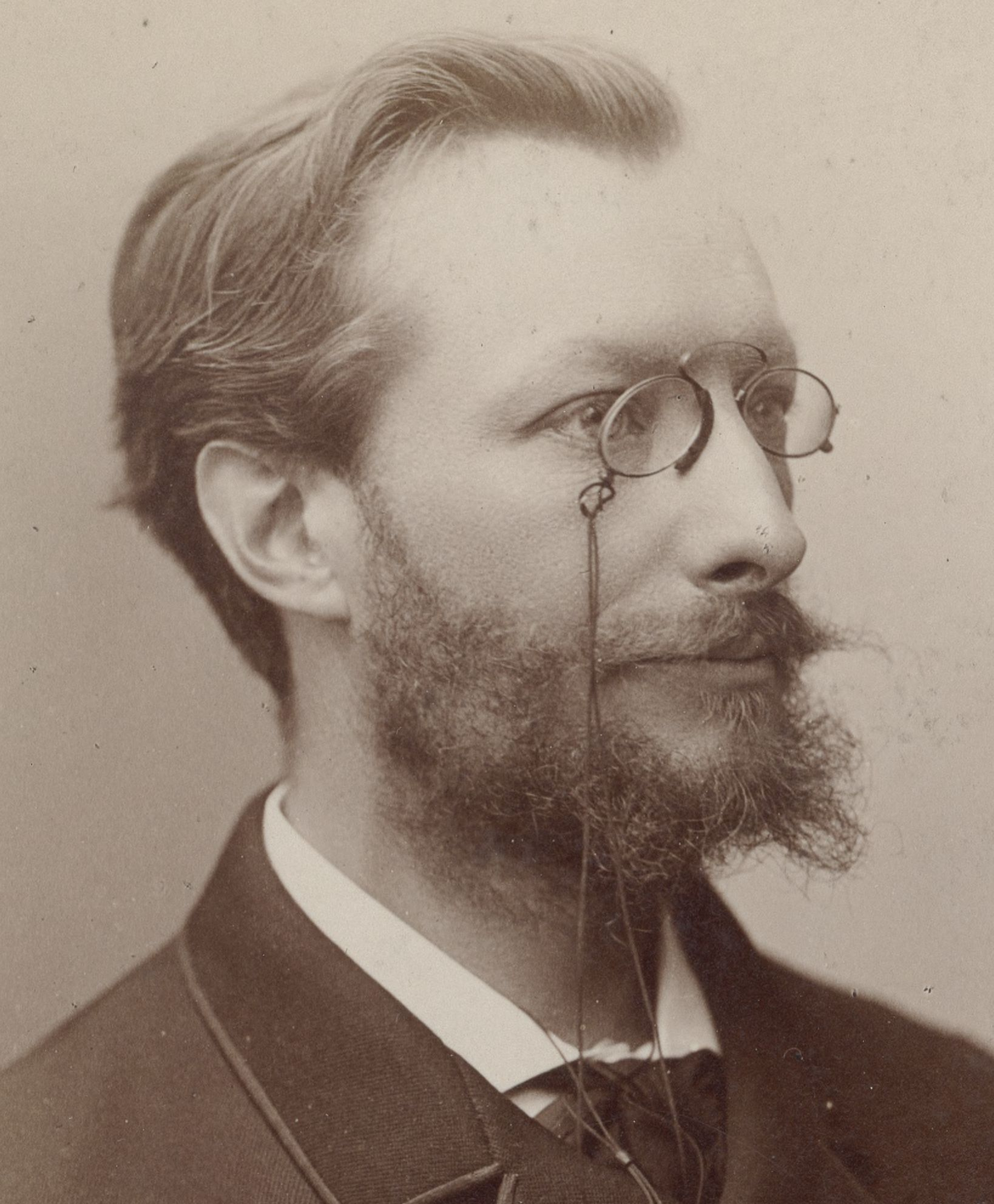
Georges Demenÿ

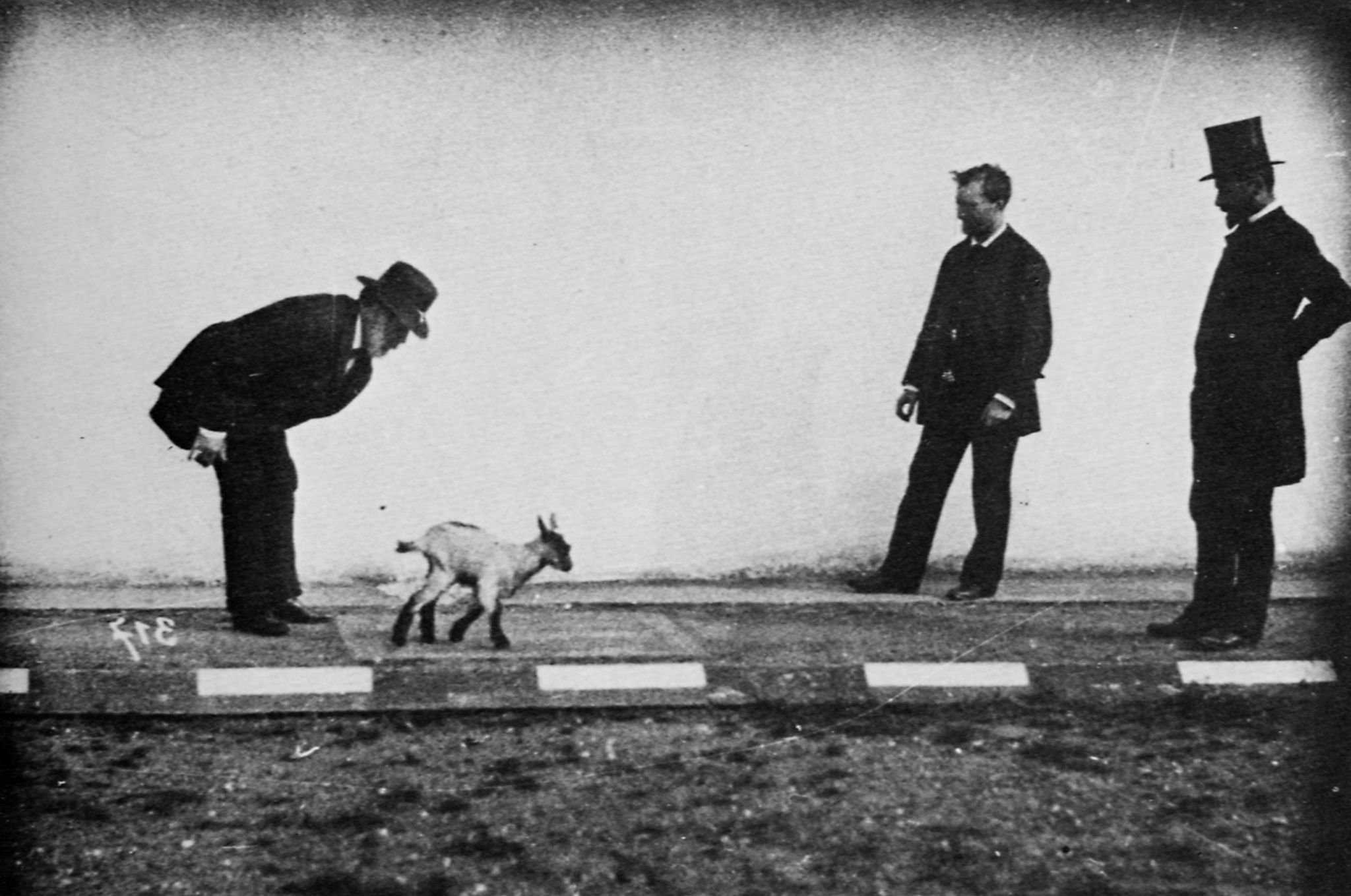
Zicklein einer physiologischen Studie unterzogen; rechts (ohne Hut) Demenÿ, links Marey

Georges Emile Joseph Demenÿ (auch Démény, * 12. Juni 1850 in Douai; † 26. Oktober 1917 in Paris) war ein französischer Filmtechnikpionier.
Demenÿ war wissenschaftlicher Assistent und Präparator beim Physiologen Etienne Jules Marey, in welcher Eigenschaft er den Photochronographe bzw. Chronophotographe baute. Mit dem „Chrono“ ist ein sehr einfacher, aber wirkungsvoller Filmantrieb bekannt geworden, der sogenannte Schläger (frz.: batteur; engl.: beater, dog movement).
Georges Demenÿ bemühte sich um Verständigung mit Gehörlosen. Eine von ihm gebaute Apparatur zeigt als bewegte Bilder ihn selbst in Großaufnahme, deutlich artikulierend « Vive la France » oder « Je vous aime ». Menschen mit Hörbehinderungen sollten damit leichter von den Lippen lesen lernen können. Auf der Exposition Internationale de Photographie von 1892 zu Paris stellte er sein Photophone aus, das 24 Phasenbilder enthielt. Man konnte mit dem Photophone auch projizieren, doch nur in begrenztem Umfang, weil die Bildplatte sich kontinuierlich drehte und wie beim Dicksonschen Kinetoskop nur sehr kurze Hellzeiten dienlich waren.
Demenÿ fühlte sich von Professor Marey nicht gewürdigt. 1894 gründete er ein Unternehmen zur Verwertung seiner Erfindung, die mit dem französischen Patent Nr. 233337 vom 10. Oktober 1893 und Deutschem Reichspatent Nr. 80424 vom 12. Dezember 1893 geschützt war.
Der Chronophotographe, Système Démény wurde Ende 1896 von Gaumont auf den Markt gebracht.
Er verwendete zunächst 60 Millimeter breiten Film (der das Kolorieren erleichterte) und ging erst 1897 zum 35-mm-Film über.
Demenÿs ursprünglicher Aufnahmeapparat ist erhalten geblieben. Zusätzlich entstand ein Nachbau.